# Ариас, Рамон
Рамо́н Хи́нес А́риас Кинте́рос (исп. Ramón Gínes Arias Quinteros; род. 27 июля 1992, Монтевидео) — уругвайский футболист, защитник клуба «Гиресунспор», в прошлом — молодёжной и Олимпийской сборной Уругвая.

## Биография
Рамон Ариас — воспитанник школы футбольного клуба «Дефенсор Спортинг». Ещё до дебюта за основной состав клуба выиграл в составе молодёжной сборной Уругвая серебряные медали чемпионата Южной Америки в 2011 году, благодаря чему Уругвай впервые с 1928 года завоевал право участвовать в Олимпийском футбольном турнире.
Дебют за основу «Дефенсора» получился для Ариаса весьма примечательным. 27 февраля 2011 года в матче чемпионата Уругвая против «Монтевидео Уондерерс» он вышел на замену на 44 минуте вместо Андреса Флеркина. На 65-й минуте на поле возник конфликт, в результате которого был удалён партнёр по команде «Торо» Родригес, а сам Ариас получил жёлтую карточку. Несмотря на то, что «фиолетовые» остались в меньшинстве, на 87-й минуте Ариасу удалось забить победный гол в дебютном для себя матче. Затем Рамон сыграл ещё в 6 матчах Клаусуры, и в итоге «Дефенсор Спортинг» стал вице-чемпионом Уругвая.
В следующем сезоне (2011/12) Ариас сыграл абсолютно во всех 30 матчах чемпионата Уругвая, а также во всех 6 матчах группового этапа Кубка Либертадорес. «Дефенсор» вновь вышел в финал чемпионата Уругвая, и вновь уступил «Насьоналю», однако на сей раз завоевал лишь бронзовые медали, поскольку в ходе сезона по дополнительным показателям выше был «Пеньяроль».
В 2015 году Ариас перешёл в мексиканскую «Пуэблу». С 2016 года выступает за эквадорский ЛДУ Кито.
В 2009 году Ариас выступал в юношеской сборной Уругвая, в составе которой участвовал в юношеском чемпионате мира 2009 года. С 2011 года привлекается в состав молодёжной сборной Уругвая, вместе с которой участвовал в молодёжном чемпионате Южной Америки 2011 и молодёжном чемпионате мира 2011 года.
В июле 2012 года Оскар Вашингтон Табарес, тренер основной сборной Уругвая, возглавивший Олимпийскую футбольную команду, включил Ариаса (вместе с одноклубником «Торо» Родригесом) в заявку сборной на Олимпийский футбольный турнир.

## Титулы и достижения
- Чемпион Уругвая: 2017
- Обладатель Суперкубка Уругвая: 2018
- Вице-чемпион Уругвая: 2010/11
- Серебряный призёр Молодёжного чемпионата Южной Америки: 2011